# Águeda (Portugal)
Águeda es un municipio portugués perteneciente al distrito de Aveiro y a la provincia histórica de la Beira Litoral. Geográficamente, es parte de Portugal Continental (peninsular, NUTS I), de la región estadística del Centro (NUTS II) y de la Comunidad Intermunicipal de la Región de Aveiro (NUTS III). Ocupa un área de 333,50 km² y está subdividido en 11 freguesias (parroquias), con un total de 46 131 habitantes (2021).
Limita al norte con el municipio de Sever do Vouga, al noreste con Oliveira de Frades y con Vouzela, al este con Tondela, a sur con Mortágua y Anadia, al suroeste con Oliveira do Bairro, al oeste con Aveiro y al noroeste con Albergaria-a-Velha.

## Freguesias(parroquias)
Las freguesias de Águeda, después de la reorganización administrativa de 2013, son las siguientes:
- Aguada de Cima
- Águeda e Borralha
- Barrô e Aguada de Baixo
- Belazaima do Chão, Castanheira do Vouga e Agadão
- Fermentelos
- Macinhata do Vouga
- Préstimo e Macieira de Alcoba
- Recardães e Espinhel
- Travassô e Óis da Ribeira
- Trofa, Segadães e Lamas do Vouga
- Valongo do Vouga

## Demografía
| Gráfica de evolución demográfica de Águeda entre 1849 y 2021 |
|                                                              |
| Datos según el nomenclátor publicado por el INE portugués.   |

#### Población extranjera por nacionalidad (INE, 2023)
| País                  | Total |
| --------------------- | ----- |
| Total                 | 3260  |
| Europa                |       |
| Moldavia              | 3     |
| Reino Unido           | 19    |
| Rumania               | 16    |
| Ucrania               | 128   |
| África                |       |
| Angola                | 64    |
| Cabo Verde            | 43    |
| Guinea-Bisáu          | 39    |
| Santo Tomé y Príncipe | 44    |
| América               |       |
| Brasil                | 1933  |
| Asia                  |       |
| China                 | 37    |
| Otros países          | 934   |

## Historia

### Los orígenes de Águeda
Cabecera de comarca (hoy municipio) desde 1834 y ciudad desde 1985, Águeda debe su fundación a grupos como los celtas o los griegos, remontándose al año 370 a. C. La antigua ocupación de esta región está revelada por diversos monumentos megalíticos y por Cabeço do Vouga, importante yacimiento arqueológico situado en el trazado de la vía militar romana de Olissipo (Lisboa) a Bracara Augusta (Braga).
En el siglo XI, Águeda ya era una ciudad próspera, con una desarrollada actividad comercial y un activo puerto fluvial, que se abastecía a sí misma y a las poblaciones vecinas más allá de Alcoba (hoy Caramulo). En documentos de 1050 y 1077, se la menciona tanto por su nombre primitivo Casal Lousado (en latín: Casal Lousato) como por su nombre propio latinizado: Anegia, Agatha y Ágada.

### De aldea a ciudad
Águeda no tuvo fuero en la Edad Media, a diferencia de otras poblaciones vecinas, por ser tierra reguenga y formar parte de los monasterios de Lorvão y Vacariça. Aun así, su posición estratégica en el camino la convirtió en un importante punto de apoyo en el Camino de Santiago, tradición que mantiene hasta hoy. En 1325, la reina Santa Isabel se alojó en su albergue mientras peregrinaba a Santiago de Compostela.
En 1834, Águeda se convirtió en sede de un municipio como consecuencia de la revolución liberal. Esta reforma administrativa se atribuyó a su importancia capital en la estrategia político-militar de resistencia a la segunda invasión francesa a Portugal (la villa contaba con un hospital militar que asistía a los heridos de las batallas).
En el siglo XX, Águeda fue testigo de uno de sus acontecimientos más notables: la Batalla (o Combate) de Barreiras. El enfrentamiento tuvo lugar el 27 de enero de 1919, cuando un grupo de republicanos, apoyados por los militares, derrotó en la zona de Barreiras (norte de Águeda) a las tropas comandadas por el monárquico Paiva Couceiro, que venían del norte y avanzaban hacia Coimbra.
El 8 de julio de 1985, Águeda fue elevada a la categoría de ciudad. Desde entonces ha experimentado un rápido desarrollo económico y social, con altibajos, y es una de las ciudades más industrializadas del país.

## Economía

### Industria
La principal actividad económica de Águeda es la industria, que vivió su "época dorada" en los años 1970 y 1980 con una intensa producción de motociclomotores y bicicletas, lo que le valió el sobrenombre de "Capital de la Bicicleta". También adquirió fama de "tierra de ferretería" por ser éste su segundo sector industrial más favorecido.
En los años 90, algunas de las fábricas más importantes del municipio quebraron y, desde entonces, Águeda ha vivido tiempos más deprimentes en el sector industrial. A principios del nuevo milenio, también perdió algunas fábricas en favor de los municipios vecinos de Tondela y Oliveira de Frades, que se han convertido en dos dinámicos polos industriales de la región.
Aun así, el municipio viene intentando recuperar parte de su importancia en este sector, siendo un ejemplo de esta revitalización el Parque Empresarial de Casarão. Inaugurado en 2017 y con una superficie total de 1.640.072 m², el parque es fruto de una inversión de cerca de 5 millones de euros por parte del ayuntamiento y alberga varias empresas del sector de las dos ruedas.
Águeda también cuenta con un vivero de empresas que funciona desde 2014, un laboratorio de innovación y desarrollo creativo (Águeda Living Lab) y un laboratorio de innovación e investigación de nuevas tecnologías y aplicaciones en el sector de la iluminación (Lighting Living Lab), uno de los sectores en los que más ha invertido la industria de Águeda en los últimos tiempos.

### Comercio
La actividad comercial de Águeda es relativamente destacada, dominando la mayoría de las parroquias y centros urbanos. Desde la pandemia del COVID-19, el ayuntamiento de Águeda promueve una campaña anual de dinamización del comercio local. Al comprar en los establecimientos participantes, los clientes tienen derecho a vales de participación en función del valor de sus compras que, una vez debidamente cumplimentados, se introducen en una tómbola y posteriormente se sortean. Tras el sorteo, se entregan vales de compra que sólo se pueden volver a utilizar en los comercios locales participantes.

### Agricultura
La agricultura - principalmente maíz, frutales y vid - y la silvicultura también desempeñan un papel importante en la economía local de Águeda, especialmente en las parroquias donde predomina el medio rural, como Lamas do Vouga, Préstimo y Belazaima do Chão. Curiosamente, en el escudo municipal, estas actividades están representadas por las uvas doradas y los dos pinos, junto con la rueda dentada (símbolo de la industria) y el río (Águeda, afluente del Vouga).

## Cultura y patrimonio
Águeda, ciudad de los paraguas y de los colores. La decoración de una ciudad es muy importante para poder definir una personalidad y, en Águeda, todo fue pensado al mínimo detalle. La empresa local Impactplan, responsable de la instalación de los paraguas en Águeda, entregó este proyecto a la ciudad en el año 2012, durante el festival de arte urbano AgitÁgueda. Desde entonces, el "Umbrella Sky Project" es anualmente el postal de visita de Águeda, no solo durante el festival sino todo el verano, y las calles donde se pueden ver las instalaciones fueron ya consideradas por varios medios internacionales (entre los cuales la revista Architectural Digest) como "las más bonitas del mundo".
Además, Águeda es también un municipio repleto de valioso patrimonio histórico y religioso como iglesias, capillas y cruces. Destacan la iglesia de Aguada de Cima - reconstruida en el siglo XVIII pero con una imagen del siglo XV - y la iglesia de Valongo do Vouga, construida en el siglo XVII y con una pila bautismal manuelina del siglo XVI. Merece una mención especial el Panteón de los Lemos, un conjunto escultórico del siglo XVI encargado por el III Señor de Trofa, D. Duarte de Lemos, y atribuido al famoso artista francés Jean de Rouen. La obra se encuentra en el presbiterio de la Iglesia de Trofa, en la localidad de Trofa do Vouga.
Entre los sitios de interés cultural y natural del municipio, destacan la Estación Arqueológica de Cabeço do Vouga (actualmente cerrada al público) y la Pateira de Fermentelos, la mayor laguna natural de la Península Ibérica. Destaca también el puente medieval de Lamas do Vouga, sobre el río Marnel, que seguía de cerca la antigua calzada romana que unía Oporto con Coimbra.
Las tradiciones artesanales del municipio incluyen la alfarería, la cestería, la tejeduría, la tonelería, la hojalatería y el bordado. Las aldeas típicas de Urgueira, Macieira de Alcoba y Lourizela, en las afueras del municipio, mantienen una rusticidad genuina y atractiva, conservando aún algunas de estas tradiciones. El municipio tiene también varios grupos folclóricos y etnográficos, que representan las tradiciones de las distintas parroquias, y cuenta con un espacio que preserva la identidad etnográfica de la región: el Museo Etnográfico de la Región de Vouga, situado en la villa de Mourisca do Vouga y propiedad del Grupo Folclórico de la Región de Vouga. 

## Deportes
De las asociaciones deportivas del municipio, la que más destaca es el Recreio Desportivo de Águeda (RDA). El club deportivo, fundado el 10 de abril de 1924, contó en su época de esplendor con escuelas de gimnasia, tenis, baloncesto, ciclismo, natación y piragüismo, que alcanzaron las más altas cotas del deporte nacional y mundial (incluyendo títulos de Campeón Nacional y participación en los Juegos Olímpicos). En cuanto al fútbol, el RDA destacó en la temporada 1982/1983, cuando ascendió a la Primera Liga, compitiendo con los mejores clubes nacionales y exportando jugadores a todo el país. 
Actualmente cuenta con equipos de fútbol sénior, fútbol de formación, atletismo y equitación. La "casa" del club es el Estadio Municipal de Águeda, inaugurado en 1974 y remodelado para la Eurocopa 2004, con capacidad para 10.000 espectadores y permitiendo la retransmisión de partidos por televisión.

## Gastronomía
Entre los platos típicos de la región destacan el cochinillo asado a la Bairrada, la chanfana, los rojões y el guiso de pescado, acompañados de vinos y espumosos de las bodegas de Bairrada, ya que es la región demarcada y gastronómica en la que se encuentra gran parte de Águeda.
Entre los dulces y repostería del municipio destacan el pastel de Águeda, la barriga de freira, los fuzis y sequilhos, la regueifa, las cavacas y el bolo de Santa Eulália. Este último es un pastel navideño en honor a la patrona de la ciudad y candidato de Aveiro a las 7 Maravillas Dulces de Portugal (2019).

## Fiesta municipal y hermanamientos
La fiesta municipal de Águeda se celebra el lunes siguiente al Domingo del Espíritu Santo, también conocido como Domingo de Pentecostés. Es también el día de la fiesta de San Geraldo en la localidad de Bolfiar, donde el río Alfusqueiro desemboca en el río Águeda.
Águeda tiene acuerdos de hermanamiento con:
- Río Grande, Río Grande del Sur,  Brasil (desde el 16 de noviembre de 1993)
- Bisáu,  Guinea-Bisáu (desde el 10 de marzo de 1995)
- Ferrol, Galicia,  España (desde el 26 de agosto de 1999)
- Sint-Gillis-Waas, Flandes Oriental,  Bélgica (desde el 25 de agosto de 2000)
- Madalena, Isla de Pico, Azores,  Portugal (desde el 11 de abril de 2016)